# Robert Montgomery (skådespelare)

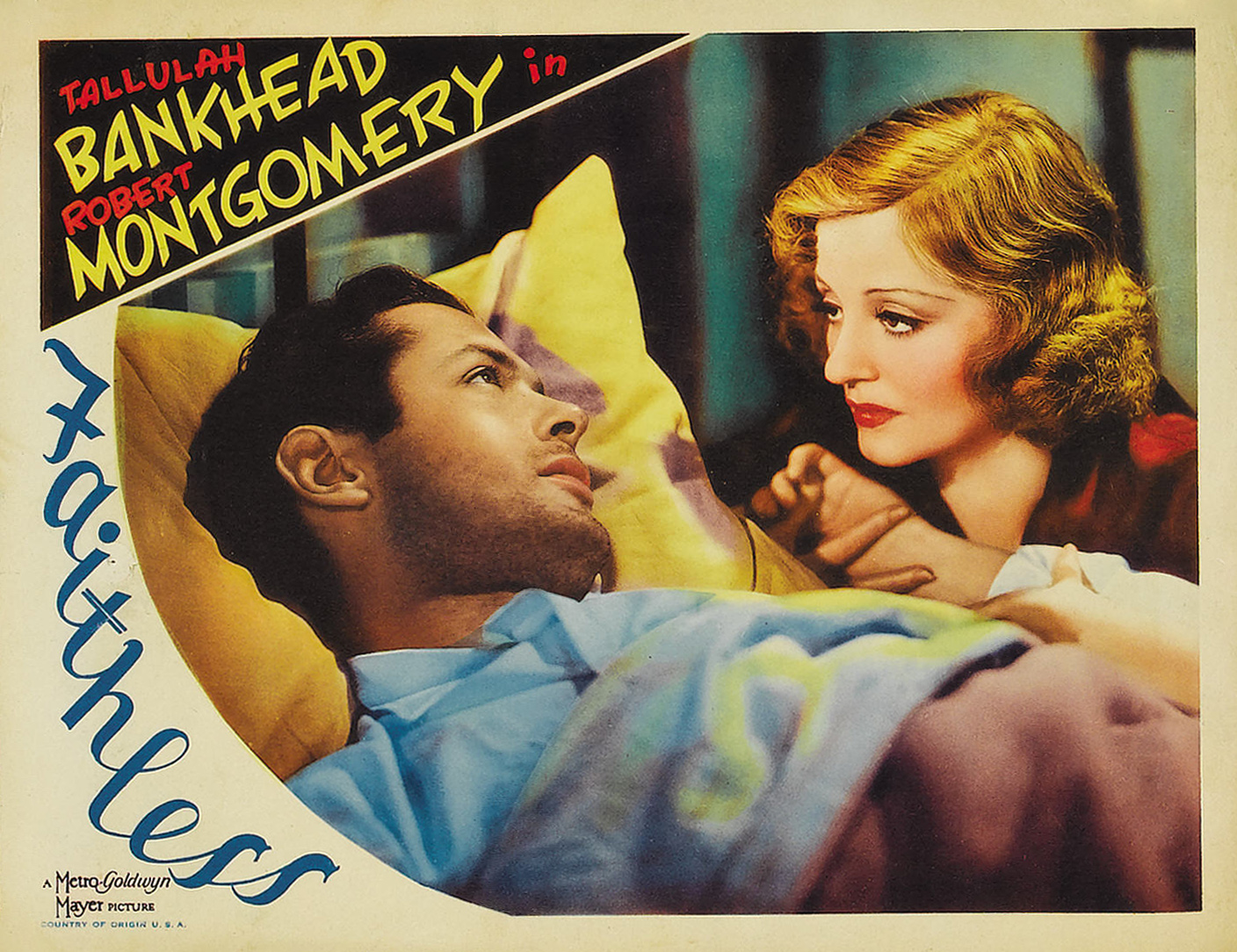
Affisch med Tallulah Bankhead och Robert Montgomery i filmen Faithless.

Robert Montgomery, född 21 maj 1904 i Beacon i Dutchess County, New York, död 27 september 1981 i New York, var en amerikansk skådespelare, regissör och producent. Montgomery blev nominerad till en Oscar 1938 för sin roll som psykopat i rysaren När mörkret faller och 1942 för sin roll i Min ande på villovägar.
Han var ordförande för fackföreningen Screen Actors Guild 1935–1938 och 1946–1947.

## Filmografi i urval
- 1929 – En kvinnas moral
- 1929 – Vildkatten
- 1930 – Buttra Busters balett
- 1931 – Den farliga vägen
- 1934 – Lady Marys älskare
- 1935 – Inga fler kvinnor!
- 1936 – Kjolfeber
- 1937 – Äventyr i societen
- 1937 – När mörkret faller
- 1937 – Han, hon och Oscar
- 1939 – Det stulna manuskriptet
- 1940 – Hertigen av Chicago
- 1940 – Lord Peters smekmånad
- 1941 – Lika barn leka bäst
- 1941 – Himlens vrede
- 1941 – Min ande på villovägar
- 1947 – Kvinnan i sjön (även regi)
- 1947 – Senor Americano (även regi)
- 1948 – Junibruden
- 1949 – Once More, My Darling (även regi)
- 1950 – Eye Witness (även regi)
- 1960 – Ärans timmar (regi)